# Lamania bernhardi
Lamania bernhardi là một loài nhện trong họ Tetrablemmidae.
Loài này thuộc chi Lamania. Lamania bernhardi được Deeleman-Reinhold miêu tả năm 1980.